# Gassicourt

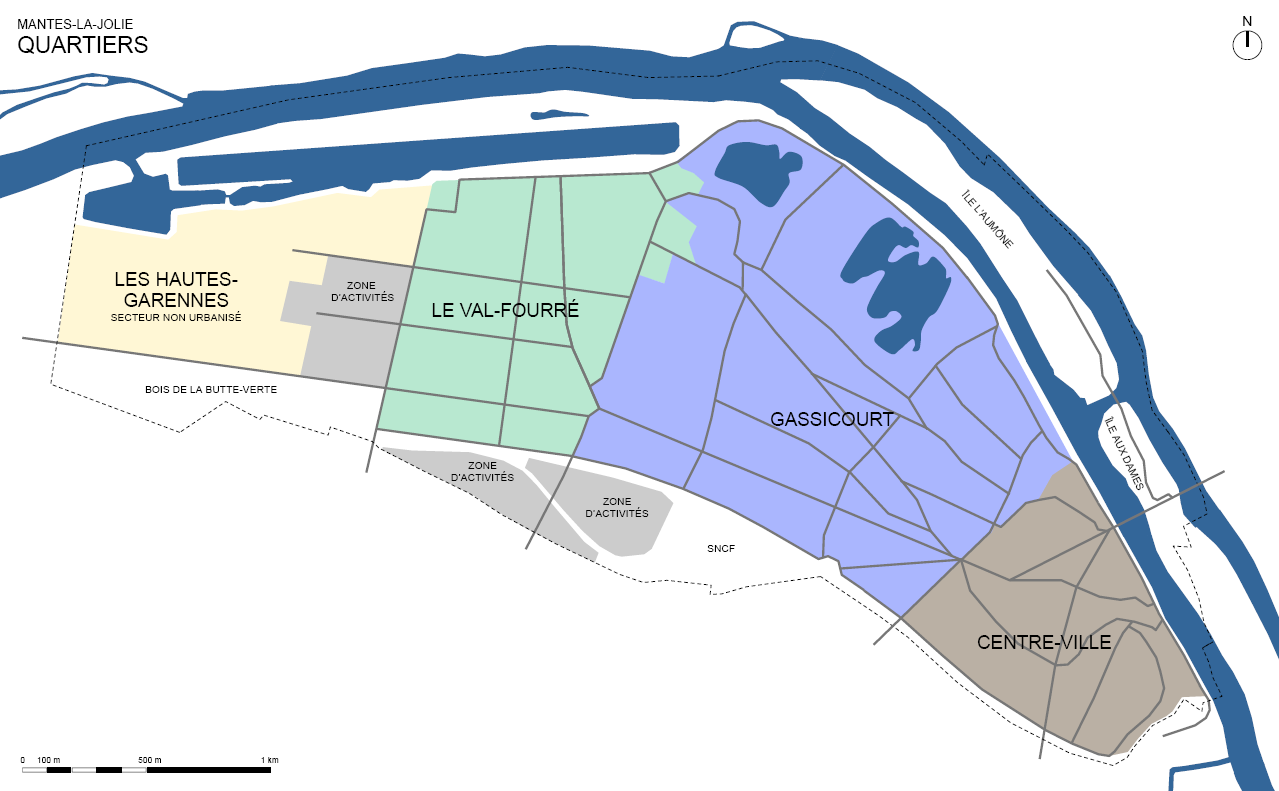
De wijk Gassicourt (blauw) binnen de gemeente Mantes-la-Jolie

Gassicourt is een voormalige Franse gemeente en een wijk in de gemeente Mantes-la-Jolie (Yvelines). Gassicourt ligt ten noordwesten van het historische centrum van Mantes, op de linkeroever van de Seine.

## Geschiedenis

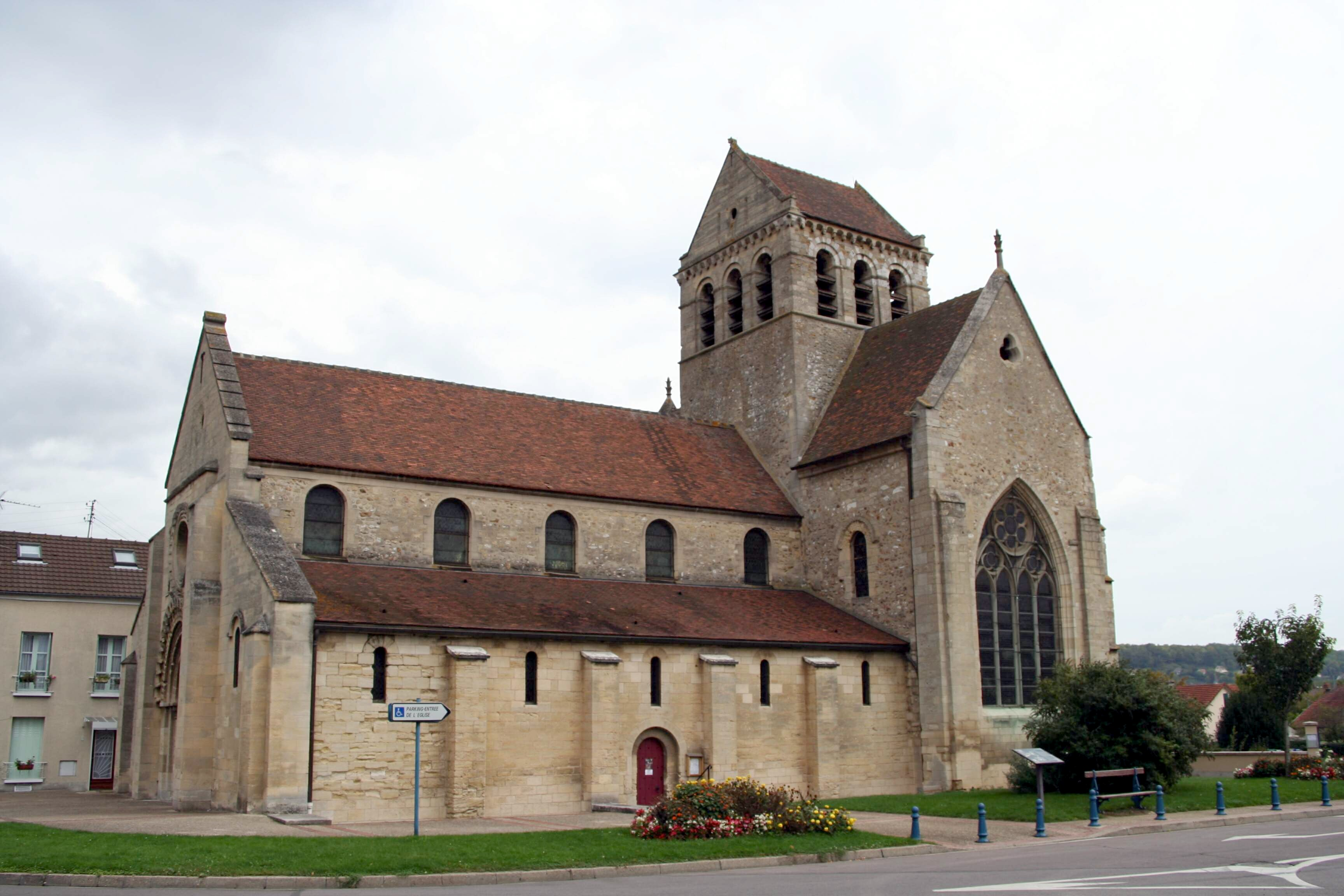
Sainte-Annekerk

Gassicourt ontwikkelde zich rond de Saint-Sulpicepriorij, gesticht in 1074, die afhing van de Abdij van Cluny. De priorij beheerde een groot landbouwdomein. In 1738 kocht François de Sénozan de priorijgebouwen op en liet ze afbreken met uitzondering van de kerk, die parochiekerk werd.
Na de Franse Revolutie werd Gassicourt een gemeente. Gassicourt was een landbouwdorp waar zich vanaf de negentiende eeuw industrie vestigde. De grootste werkgever was de fabriek Papeterie Braunstein et Frères, die vloeipapier voor sigaretten maakte en tot tweehonderd werknemers telde. In 1930 volgde een fusie tussen Mantes-sur-Seine en Gassicourt en nam de gemeente de naam Mantes-Gassicourt aan. In 1953 werd dit Mantes-la-Jolie. In de loop van de twintigste eeuw is Gassicourt sterk verstedelijkt.

## Geografie
De gemeente Gassicourt had een oppervlakte van 703 hectare. Het riviereiland in de Seine, Île l'Aumone, behoorde gedeeltelijk tot de gemeente. De wijk Gassicourt beslaat het centrale deel van de gemeente Mantes-la-Jolie.

## Demografie
In 1833 telde de gemeente 397 inwoners; in 1895 1.361 en in 1926 3.149 inwoners. De wijk Gassicourt telde anno 2023 ongeveer 15.000 inwoners.

## Erfgoed

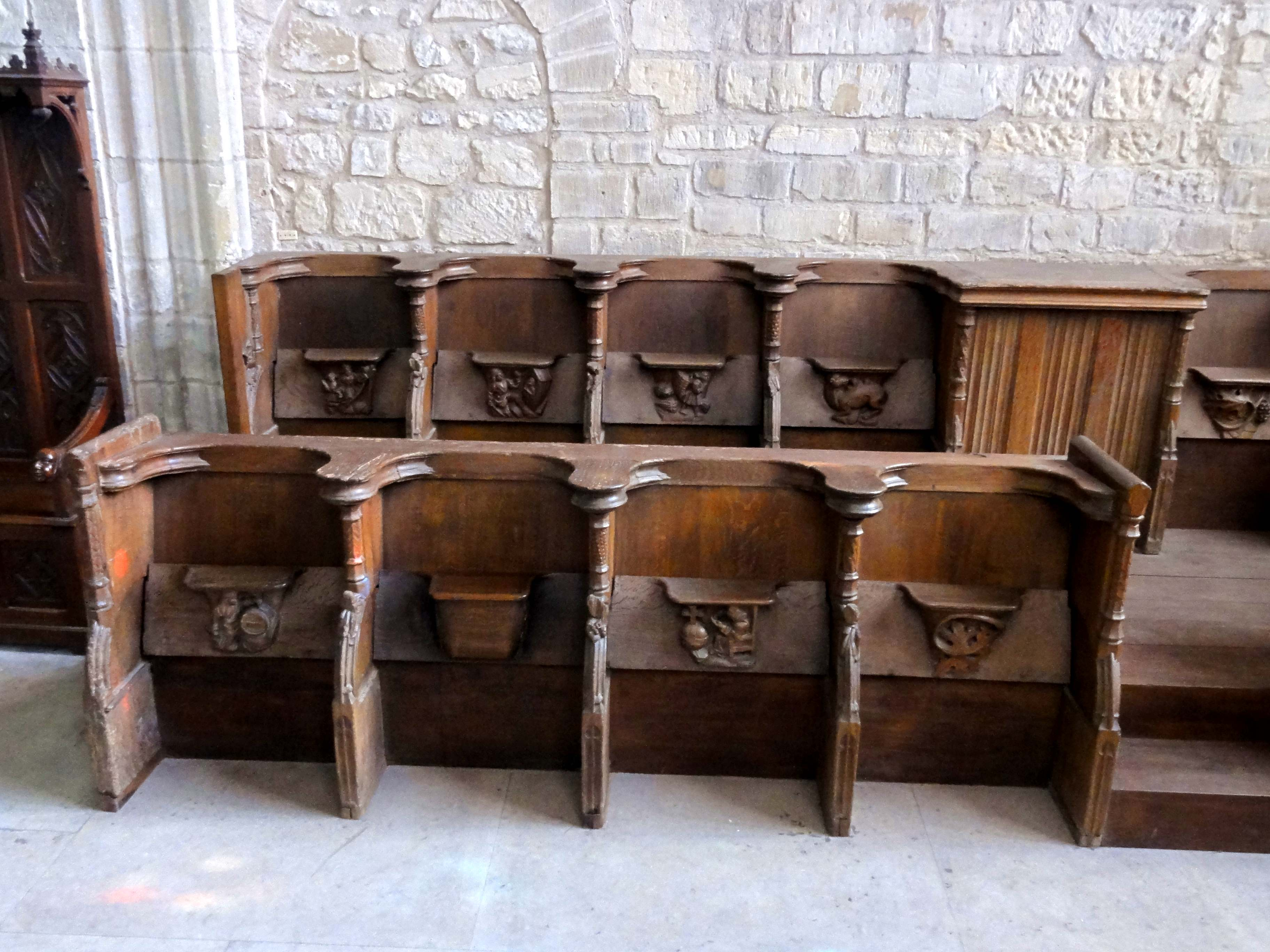
Koorgestoelte van de Sainte-Anne

De elfde-eeuwse Saint-Annekerk is gebouwd in romaanse stijl. Het is de voormalige kerk van de Saint-Sulpicepriorij. In 1649 werd de kerk gewijd aan de heilige Anna. In 1740 werden de kloostergebouwen afgebroken. De kerk is sinds 1862 beschermd als historisch monument. Tussen 1851 en 1877 werd de kerk gerestaureerd. Hierbij werden het portaal en de toren gerestaureerd en werden de omringende gebouwen afgebroken zodat de kerk vrij kwam te liggen. In de kerk zijn 32 eikenhouten koorbanken uit het einde van de vijftiende eeuw bewaard gebleven.